# Oral Fixation Tour
Oral Fixation Tour — четвёртый концертный тур колумбийской певицы Шакиры в поддержку её альбомов Fijación Oral, Vol. 1 и Oral Fixation, Vol. 2. Oral Fixation Tour был девятым самым успешным туром 2006 года, собрав более $174 млн, хотя эта цифра не включает в себя кассовые сборы за 44 концерта, которые состоялись в 2007 году. На сегодняшний день этот тур является самым длинным и самым обширным туром певицы.

## Телевидение и записи
На этом концерте выступил приглашённый артист Алехандро Санс, с которым Шакира исполнила хит 2005 года «La Tortura». Вайклеф Жан также был приглашён для исполнения совместного хита 2006 года «Hips Don't Lie». Шакира показала свои музыкальные способности, играя на гитаре во время исполнения песен «Don't Bother» и «Inevitable», и губной гармонике, исполняя «Te Dejo Madrid». Костюмы были разработаны итальянским дизайнером Роберто Кавалли. Сцена была разработана Шакирой и испанским художником Жауме-де-Лагуна. Blu-ray-издание было выпущено 12 декабря 2007 года. Звук был записан и сведён Густаво Селисом. Концертный альбом быстро поднялся в мексиканских чартах и в течение двух недель достиг #1, и оставался в Топ-10 более одиннадцати недель. 

## Сет-лист
| США и Великобритания |
| --- |
| 1. «El Nay A'atini Nay» 2. «Estoy Aquí» 3. «Te Dejo Madrid» 4. «Don’t Bother» 5. «Antología» 6. «Hey You» 7. «Inevitable» 8. «Si Te Vas» 9. «Obtener Un Sí» 10. «La Tortura» 11. «No» 12. «Whenever, Wherever» 13. «La Pared» 14. «Underneath Your Clothes» 15. «Pies Descalzos, Sueños Blancos» 16. «Ciega, Sordomuda» 17. «Ojos Así» 18. «Hips Don’t Lie» |

| Латинская Америка и Испания |
| --- |
| 1. «El Nay A'atini Nay» 2. «Estoy Aquí» 3. «Te Dejo Madrid» 4. «Don't Bother» 5. «Antología» 6. «Hey You» 7. «Inevitable» 8. «Si Te Vas» 9. «Obtener Un Sí» 10. «La Tortura» 11. «No» 12. «Suerte» 13. «La Pared» 14. «Día De Enero» 15. «Pies Descalzos, Sueños Blancos» 16. «Ciega, Sordomuda» 17. «Ojos Así» 18. «Hips Don't Lie» |

| Европа |
| --- |
| 1. «El Nay A'atini Nay» 2. «Estoy Aquí» 3. «Don't Bother» 4. «Te Dejo Madrid» 5. «Illegal» 6. «Hey You» 7. «Inevitable» 8. «Si Te Vas» 9. «La Tortura» 10. «No» 11. «Whenever, Wherever» 12. «La Pared» 13. «Día De Enero» 14. «Pies Descalzos, Sueños Blancos» 15. «Ciega, Sordomuda» 16. «Ojos Así» 17. «Hips Don't Lie» |

| Турция и Хорватия |
| --- |
| 1. «El Nay A'atini Nay» 2. «Estoy Aquí» 3. «Don't Bother» 4. «Te Dejo Madrid» 5. «Animal City» 6. «Antología» 7. «Hey You» 8. «Inevitable» 9. «Si Te Vas» 10. «La Tortura» 11. «No» 12. «Whenever, Wherever» 13. «La Pared» 14. «Día Especial» 15. «Pies Descalzos, Sueños Blancos» 16. «Ciega, Sordomuda» 17. «Ojos Así» 18. «Hips Don't Lie» |

## Даты концертов
| Европа              |                        |                          |                                             |
| 14 июня 2006        | Сарагоса               | Испания                  | Feria De Muestras                           |
| 16 июня 2006        | Ла-Корунья             | Испания                  | Instituto Municipal Coruña Espectáculos     |
| 18 июня 2006        | Хихон                  | Испания                  | Las Mestas Sports Complex                   |
| 20 июня 2006        | Леон                   | Испания                  | Campo de Fútbol Antonio Amilivia            |
| 22 июня 2006        | Мадрид                 | Испания                  | Plaza de Toros de Las Ventas                |
| 23 июня 2006        | Мадрид                 | Испания                  | Plaza de Toros de Las Ventas                |
| 25 июня 2006        | Памплона               | Испания                  | Plaza de Toros de Pamplona                  |
| 28 июня 2006        | Барселона              | Испания                  | Palau Sant Jordi                            |
| 30 июня 2006        | Малага                 | Испания                  | Estadio La Rosaleda                         |
| 1 июля 2006         | Эльче                  | Испания                  | Estadio Manuel Martínez Valero              |
| 3 июля 2006         | Лас-Пальмас            | Испания                  | Estadio de Gran Canaria                     |
| 5 июля 2006         | Санта-Крус-де-Тенерифе | Испания                  | Estadio Heliodoro Rodríguez López           |
| 14 июля 2006        | Велика-Горица          | Хорватия                 | Radnik Stadium                              |
| 17 июля 2006        | Тимишоара              | Румыния                  | Stadionul Dan Păltinişanu                   |
| 20 июля 2006        | Афины                  | Греция                   | Olympic Stadium                             |
| 22 июля 2006        | Москва                 | Россия                   | Red Summer Festival                         |
| Северная Америка    |                        |                          |                                             |
| 9 августа 2006      | Эль-Пасо               | США                      | Don Haskins Center                          |
| 11 августа 2006     | Финикс                 | США                      | US Airways Center                           |
| 12 августа 2006     | Лас-Вегас              | США                      | Mandalay Bay Events Center                  |
| 15 августа 2006     | Лос-Анджелес           | США                      | Staples Center                              |
| 16 августа 2006     | Сан-Диего              | США                      | iPayOne Center                              |
| 18 августа 2006     | Анахайм                | США                      | Arrowhead Pond                              |
| 19 августа 2006     | Сан-Хосе               | США                      | HP Pavilion at San Jose                     |
| 21 августа 2006     | Сан-Хосе               | США                      | HP Pavilion at San Jose                     |
| 25 августа 2006     | Чикаго                 | США                      | United Center                               |
| 27 августа 2006     | Торонто                | Канада                   | Air Canada Centre                           |
| 29 августа 2006     | Вашингтон              | США                      | Verizon Center                              |
| 1 сентября 2006     | Атлантик-Сити          | США                      | Mark G. Etess Arena                         |
| 2 сентября 2006     | Атлантик-Сити          | США                      | Mark G. Etess Arena                         |
| 4 сентября 2006     | Анкасвилл              | США                      | Mohegan Sun Arena                           |
| 5 сентября 2006     | Бостон                 | США                      | TD Banknorth Garden                         |
| 7 сентября 2006     | Нью-Йорк               | США                      | Madison Square Garden                       |
| 8 сентября 2006     | Нью-Йорк               | США                      | Madison Square Garden                       |
| 12 сентября 2006    | Атланта                | США                      | Philips Arena                               |
| 13 сентября 2006    | Орландо                | США                      | TD Waterhouse Centre                        |
| 15 сентября 2006    | Майами                 | США                      | American Airlines Arena                     |
| 16 сентября 2006    | Майами                 | США                      | American Airlines Arena                     |
| 19 сентября 2006    | Хьюстон                | США                      | Toyota Center                               |
| 20 сентября 2006    | Корпус-Кристи          | США                      | American Bank Center                        |
| 22 сентября 2006    | Сан-Антонио            | США                      | AT&T Center                                 |
| 23 сентября 2006    | Даллас                 | США                      | American Airlines Center                    |
| 25 сентября 2006    | Идальго                | США                      | Dodge Arena                                 |
| 26 сентября 2006    | Идальго                | США                      | Dodge Arena                                 |
| 30 сентября 2006    | Мехико                 | Мексика                  | Palacio de los Deportes                     |
| 1 октября 2006      | Мехико                 | Мексика                  | Palacio de los Deportes                     |
| 3 октября 2006      | Мехико                 | Мексика                  | Palacio de los Deportes                     |
| 4 октября 2006      | Мехико                 | Мексика                  | Palacio de los Deportes                     |
| 7 октября 2006      | Мехико                 | Мексика                  | Palacio de los Deportes                     |
| 8 октября 2006      | Мехико                 | Мексика                  | Palacio de los Deportes                     |
| 10 октября 2006     | Мехико                 | Мексика                  | Palacio de los Deportes                     |
| 11 октября 2006     | Мехико                 | Мексика                  | Palacio de los Deportes                     |
| 13 октября 2006     | Монтеррей              | Мексика                  | Estadio Universitario                       |
| 15 октября 2006     | Гвадалахара            | Мексика                  | Arena VFG                                   |
| Центральная Америка |                        |                          |                                             |
| 4 ноября 2006       | Гватемала              | Гватемала                | Estadio Mateo Flores                        |
| 6 ноября 2006       | Сан-Сальвадор          | Сальвадор                | Estadio Jorge Magico Gonzalez               |
| 9 ноября 2006       | Панама                 | Панама                   | Figali Convention Center                    |
| Южная Америка       |                        |                          |                                             |
| 11 ноября 2006      | Каракас                | Венесуэла                | Generalissimo Francisco de Miranda Air Base |
| 15 ноября 2006      | Барранкилья            | Колумбия                 | Estadio Metropolitano                       |
| 17 ноября 2006      | Богота                 | Колумбия                 | Simón Bolívar Park                          |
| 19 ноября 2006      | Кали                   | Колумбия                 | Estadio Olímpico Pascual Guerrero           |
| 21 ноября 2006      | Сантьяго               | Чили                     | Movistar Arena                              |
| 22 ноября 2006      | Сантьяго               | Чили                     | Estadio Nacional                            |
| 24 ноября 2006      | Буэнос-Айрес           | Аргентина                | Estadio Vélez Sársfield                     |
| 25 ноября 2006      | Буэнос-Айрес           | Аргентина                | Estadio Vélez Sársfield                     |
| 28 ноября 2006      | Лима                   | Перу                     | Hipódromo de Monterrico                     |
| 30 ноября 2006      | Гуаякиль               | Эквадор                  | Estadio Modelo Alberto Spencer Herrera      |
| 2 декабря 2006      | Кито                   | Эквадор                  | Coliseo General Rumiñahui                   |
| Северная Америка    |                        |                          |                                             |
| 7 декабря 2006      | Майами                 | США                      | American Airlines Arena                     |
| 8 декабря 2006      | Майами                 | США                      | American Airlines Arena                     |
| 9 декабря 2006      | Майами                 | США                      | American Airlines Arena                     |
| 13 декабря 2006     | Сан-Хуан               | Пуэрто-Рико              | José Miguel Agrelot Coliseum                |
| 15 декабря 2006     | Сан-Хуан               | Пуэрто-Рико              | José Miguel Agrelot Coliseum                |
| 16 декабря 2006     | Сан-Хуан               | Пуэрто-Рико              | José Miguel Agrelot Coliseum                |
| 19 декабря 2006     | Санто-Доминго          | Доминиканская Республика | Estadio Félix Sánchez                       |
| Европа              |                        |                          |                                             |
| 25 января 2007      | Гамбург                | Германия                 | Color Line Arena                            |
| 26 января 2007      | Берлин                 | Германия                 | Max-Schmeling-Halle                         |
| 28 января 2007      | Антверпен              | Бельгия                  | Sportpaleis                                 |
| 31 января 2007      | Гановер                | Германия                 | TUI Arena                                   |
| 1 февраля 2007      | Мангейм                | Германия                 | SAP Arena                                   |
| 16 февраля 2007     | Париж                  | Франция                  | Palais omnisports de Paris-Bercy            |
| 18 февраля 2007     | Мюнхен                 | Германия                 | Olympiahalle                                |
| 19 февраля 2007     | Мюнхен                 | Германия                 | Olympiahalle                                |
| 21 февраля 2007     | Цюрих                  | Швейцария                | Hallenstadion                               |
| 22 февраля 2007     | Цюрих                  | Швейцария                | Hallenstadion                               |
| 25 февраля 2007     | Штутгарт               | Германия                 | Schleyerhalle                               |
| 27 февраля 2007     | Милан                  | Италия                   | Datch Forum                                 |
| 2 марта 2007        | Лейпциг                | Германия                 | Leipzig Arena                               |
| 3 марта 2007        | Прага                  | Чехия                    | Sazka Arena                                 |
| 5 марта 2007        | Будапешт               | Венгрия                  | Budapest Sports Arena                       |
| 6 марта 2007        | Вена                   | Австрия                  | Wiener Stadthalle                           |
| 9 марта 2007        | Ольборг                | Дания                    | Gigantium                                   |
| 11 марта 2007       | Осло                   | Норвегия                 | Oslo Spektrum                               |
| 12 марта 2007       | Стокгольм              | Швеция                   | Stockholm Globe Arena                       |
| 14 марта 2007       | Хельсинки              | Финляндия                | Hartwall Areena                             |
| 17 марта 2007       | Арнем                  | Нидерланды               | Gelredome                                   |
| 18 марта 2007       | Лондон                 | Англия                   | Wembley Arena                               |
| 21 марта 2007       | Оберхаузен             | Германия                 | König Pilsener Arena                        |
| Азия                |                        |                          |                                             |
| 23 марта 2007       | Дубай                  | ОАЭ                      | Dubai Autodrome                             |
| 25 марта 2007       | Мумбаи                 | Индия                    | MMRDA Grounds                               |
| Африка              |                        |                          |                                             |
| 28 марта 2007       | Каир                   | Египет                   | Giza Plateau                                |
| Европа              |                        |                          |                                             |
| 30 марта 2007       | Гранада                | Испания                  | Plaza de Toros                              |
| 31 марта 2007       | Торревьеха             | Испания                  | Parque Antonio Soria                        |
| 2 апреля 2007       | Сантандер              | Испания                  | Palacio de Deportes de Santander            |
| 4 апреля 2007       | Лиссабон               | Португалия               | Pavilhão Atlântico                          |
| 8 апреля 2007       | Кельн                  | Германия                 | Kölnarena                                   |
| Северная Америка    |                        |                          |                                             |
| 9 мая 2007          | Кульякан               | Мексика                  | Estadio General Angel Flores                |
| 11 мая 2007         | Агуаскальентес         | Мексика                  | Estadio Victoria                            |
| 13 мая 2007         | Мехико                 | Мексика                  | Foro Sol                                    |
| 16 мая 2007         | Керетаро               | Мексика                  | Estadio Corregidora                         |
| 18 мая 2007         | Веракрус               | Мексика                  | Estadio Luis de la Fuente                   |
| 20 мая 2007         | Пуэбла-де-Сарагоса     | Мексика                  | Fundación Universidad de las Américas       |
| 23 мая 2007         | Чиуауа                 | Мексика                  | Estadio Universidad de Chihuahua            |
| 24 мая 2007         | Торреон                | Мексика                  | Estadio Revolución                          |
| 26 мая 2007         | Сан-Луис-Потоси        | Мексика                  | Estadio Alfonso Lastras Ramírez             |
| 27 мая 2007         | Мехико                 | Мексика                  | El Zócalo                                   |
| 30 мая 2007         | Монтеррей              | Мексика                  | Auditorio Coca-Cola                         |
| Европа              |                        |                          |                                             |
| 9 июля 2007         | Стамбул                | Турция                   | Turkcell Kuruçeşme Arena                    |